# Lucayische Inseln

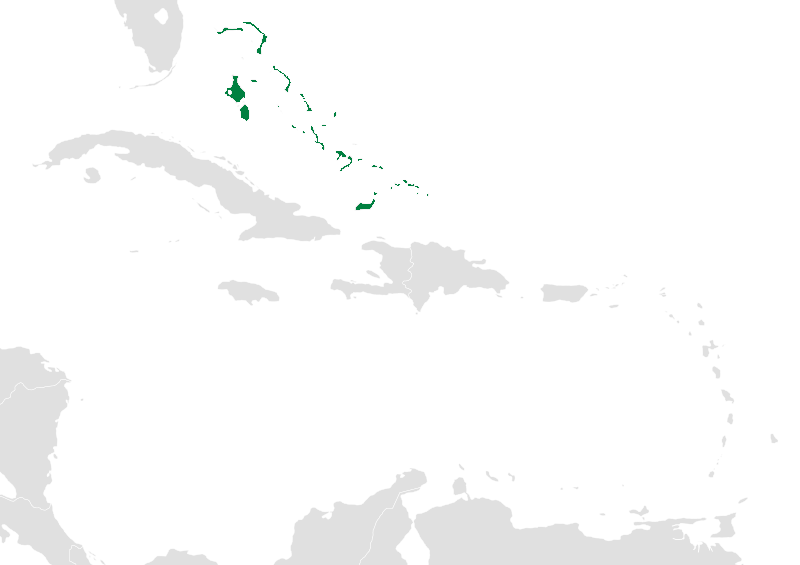
Lagekarte der Lucayischen Inseln (grün)

Lucayische Inseln ist eine heute seltene Bezeichnung für die der Südostküste Nordamerikas vorgelagerten Inselgruppe, die politisch die Bahamas und das britische Überseegebiet der Turks- und Caicosinseln umfasst. Das Toponym leitet sich vom Namen der „Lucayan“ (Selbstbezeichnung  lukku-cairi) ab, den heute ausgestorbenen indianischen Ureinwohnern des Archipels.
Zusammen mit den Antillen, die im Gegensatz zu den Lucayischen Inseln vulkanischen Ursprungs sind und zu denen sie gelegentlich fälschlich gezählt werden, werden die Lucayen zu den Westindischen Inseln zusammengefasst.

## Geschichte
Der Lucayan-Archipel wurde erstmals von den Lucayanern besiedelt, einem Zweig der Taíno-Gemeinschaft, die die Inseln zwischen dem 8. und dem 16. Jahrhundert n. Chr. besiedelten. Sie waren die ersten indigenen Amerikaner, denen Christoph Kolumbus im Oktober 1492 begegnete. Kurz nach dem Kontakt begannen die Spanier mit der Versklavung der Lucayaner, was bis 1520 zur vollständigen Auslöschung auf einigen Inseln führte. Die Lucayanische Kultur verfügte über eine eigene Sprache, Regierungsform, Bräuche und Traditionen und unterhielt ausgedehnte Handelsrouten mithilfe ausgehöhlter Kanus.

## Gliederung
| Name                    | Fläche in km² | Einwohner (2022) |
| ----------------------- | ------------- | ---------------- |
| Bahamas                 | 13.939        | 410.000          |
| Turks- und Caicosinseln | 616           | 47.720           |